# Kuzupınarı, Yumurtalık
Kuzupınarı là một xã thuộc huyện Yumurtalık, tỉnh Adana, Thổ Nhĩ Kỳ. Dân số thời điểm năm 2009 là 1.748 người.